# Епархия Бейкера
Епархия Бейкера (лат. Dioecesis Bakeriensis) — епархия Римско-Католической церкви в городе Бейкер-Сити, штат Орегон, США. Епархия Бейкера входит в митрополию Портленда. Кафедральным собором епархии Бейкера является Собор святого Франциска Сальского.

## История
19 июня 1903 года Святой Престол учредил епархию Бейкера-Сити, выделив её из архиепархии Орегон-Сити.
16 февраля 1952 года епархия Бейкер-Сити была переименована в епархию Бейкера.

## Ординарии епархии
- епископ Чарльз Джозеф О’Райли[англ.] (25.06.1903 — 20.03.1918) — назначен епископом Линкольна
- епископ Джозеф Фрэнсис Макгрэт[англ.] (21.12.1918 — 12.04.1950)
- епископ Фрэнсис Питер Лейпциг[англ.] (18.07.1950 — 26.04.1971)
- епископ Томас Джозеф Коннолли[англ.] (04.05.1971 — 19.11.1999)
- епископ Роберт Фрэнсис Ваза[англ.] (19.11.1999 — 24.01.2012) — назначен епископом-коадъютором, позднее епископом Санта-Розы
  - епископ Уильям Стивен Скайлстад[англ.] (24.01.2011 — 08.03.2012) — апостольский администратор
- епископ Лиам Стивен Кэри[англ.] (08.03.2012 — 10.07.2025)
- епископ Томас Джозеф Хеннен[англ.] (с 10.07.2025)

## Источник
- Annuario Pontificio, Libreria Editrice Vaticana, Città del Vaticano, 2003, ISBN 88-209-7422-3